# Doppelanschlag in Mogadischu am 28. Oktober 2017
Bei dem Doppelanschlag in Mogadischu am 28. Oktober 2017 explodierten zwei Autobomben vor einem Hotel in Mogadischu, Somalia, anschließend stürmten Attentäter das Gebäude und lieferten sich in den folgenden 12 Stunden Feuergefechte mit den somalischen Sicherheitskräften. 25 Menschen, darunter Polizisten, Hotelmitarbeiter und Anwohner, wurden getötet; 30 Personen wurden verletzt. Zu der Tat bekannte sich die islamistische Terrorgruppe Al-Shabaab.

## Hintergrund
Zwei Wochen vor diesem Anschlag wurden am 14. Oktober 2017 bei einem der verheerendsten Anschläge in Somalia 358 Menschen getötet und über 200 weitere verletzt. Dieser Anschlag wird ebenfalls Al-Shabaab zugeordnet.
In Somalia leben viele Politiker und Amtsträger in befestigten Hotels. Diese bieten eine größere Sicherheit als normale Wohnhäuser.

## Anschlag
Laut Polizeiangaben ereignete sich die erste Explosion am Mittag des 28. Oktober 2017 in der Nähe des Hotels Nasa Hablod. Das Hotel liegt in der Nähe des Präsidentenpalastes. Dieses ist laut Die Zeit bei Politikern und Regierungsmitarbeitern beliebt. Kurz darauf wurden in der Gegend zwei weitere Detonationen vernommen. Eine ist auf die Explosion der Sprengstoffweste eines Angreifers zurückzuführen. Fünf Kämpfer der Al-Shabaab-Miliz sollen anschließend das Hotel gestürmt haben. Sie verschanzten sich nach Polizeiangaben in den oberen Stockwerken des Hotels. Sicherheitskräfte konnten nach Feuergefechten am Abend 30 Menschen aus dem Gebäude retten.
Nach einer zehnstündigen Belagerung erklärte die Polizei die Aktion für beendet. Laut lokalen Medien wurden einige Angreifer erschossen, andere wurden lebend gefasst. Ein Sprecher von al-Shabaab sagte, der Angriff ziele auf die Politiker und Sicherheitsbediensteten in dem Hotel ab.